# Altingia cambodiana
Altingia cambodiana là một loài thực vật có hoa trong họ Altingiaceae. Loài này được Lecomte miêu tả khoa học đầu tiên năm 1924.